# Сирфы
Сирфы, или журчалки (лат. Syrphus, от др.-греч. σύρφος [только у Гесихия] — вероятно, =σέρφος, предполож. комар или москит) — род мух-журчалок из подсемейства Syrphinae.

## Описание
Длина тела имаго 8—13 мм. Лицо без чёрной срединной полосы, иногда край рта чёрный. Глаза голые или покрыты короткими волосками. Среднеспинка зеленовато-чёрная матовая. Нижняя закрыловая чешуйка в волосках. Брюшко овальное с жёлтыми перевязями и пятнами. Мухи встречаются на цветках. Личинки питаются тлями. В год может развиваться несколько поколений. Зимуют на стадии личинки или пупария.

## Классификация
Около 50 видов, в том числе:
- Syrphus admirandus Goeldlin, 1996
- Syrphus attenuatus Hine, 1922
- Syrphus auberti Goeldlin, 1996
- Syrphus currani Fluke, 1939
- Syrphus intricatus Vockeroth, 1983
- Syrphus knabi Shannon, 1916
- Syrphus nitidifrons Becker,  1921
- Syrphus opinator Osten Sacken, 1877
- Syrphus rectus (Osten-Sacken), 1877
- Syrphus ribesii (Linnaeus, 1758) — Сирф перевязанный
- Syrphus sexmaculatus (Zetterstedt, 1838)
- Syrphus sonorensis Vockeroth, 1983
- Syrphus stackelbergi Kuznetzov, 1990
- Syrphus torvus Osten Sacken, 1875
- Syrphus vitripennis Meigen, 1822

## Распространение
Представители рода встречаются преимущественно в Голарктике, несколько видов найдены в Южной Америке и Юго-Восточной Азии.